# Boxcamera

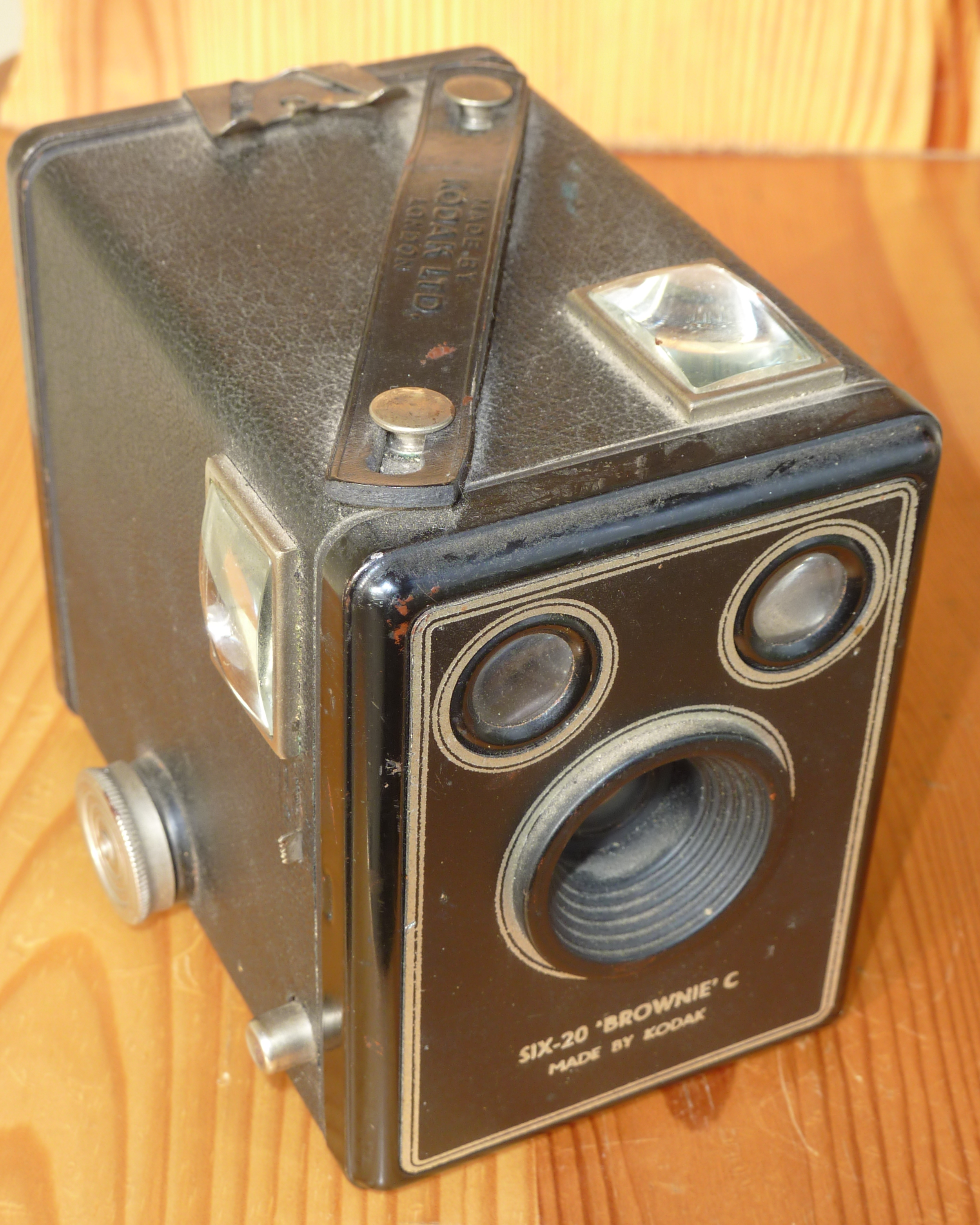
Kodak boxcamera

De boxcamera of rolfilmboxcamera is een simpel fototoestel met een min of meer doosvormig camerahuis en is voorzien van een objectief met een vaste brandpuntsafstand - vaak een meniscuslens. De meeste boxcamera's hebben slechts één sluitersnelheid (circa 1/50). Na iedere opname moet de rolfilm handmatig worden doorgedraaid. Het zoekersysteem is van het type "opzichtzoeker" en geeft een boven/onder omgekeerd beeld; de "brilliantzoeker" wordt dikwijls toegepast.

## Eastman
Een van de eerste boxcamera's voor flexibele film op een rol werd door George Eastman, grondlegger van Kodak, in 1888 op de markt gebracht. Met deze "Kodak" werd fotografie toegankelijk voor het grote publiek waardoor fotografie als hobby opkwam. In 1889 verscheen de originele Kodak in verbeterde vorm onder de naam "Kodak No. 1". Baanbrekend was de afdrukservice die Eastman aanbood: men kon de camera naar de fabriek sturen, waar de film eruit werd gehaald en de foto's afgedrukt waarna de camera voorzien van een nieuwe film werd teruggezonden. De amateurfotograaf hoefde dus niet meer zelf aan de slag te gaan met chemische baden.

## Rolfilm
De eerste generatie boxcamera's voor films moest nog in het donker geladen worden met een nieuwe film. Een grote verbetering werd in 1892 geïntroduceerd met de Bull's-Eye camera van de Boston Camera Manufacturing Company. Deze camera werd geladen met een zogenaamde daglicht rolfilm. De lichtgevoelige filmstrook werd beschermd door een langere strook donker papier Samen waren ze opgerold op een spoel. Door de daglicht rolfilm hoefde de fotograaf niet meer naar een donkere ruimte om de film te verwisselen, maar kon dit overal doen. Dit verlaagde de drempel om te gaan fotograferen.

## Populariteit
Boxcamera's werden steeds goedkoper en werden in grote aantallen gemaakt waardoor velen in de gelegenheid werden gesteld kennis te maken met fotografie. Vanaf het begin van de 20e eeuw verkreeg de boxcamera een grote populariteit; er was een groot aantal fabrikanten. In de jaren 1950 was de "Agfa Clack" van Agfa-Gevaert een van de meest verkochte fototoestellen in Europa. Na circa 1960 werd de boxcamera verdrongen door zogenaamde cassettecamera's en de eenvoudige kleinbeeldcompactcamera.

## Afbeeldingen

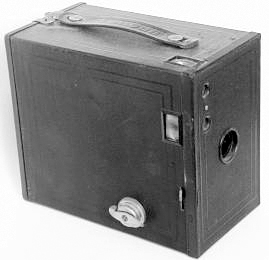
Kodak Brownie 2A Box
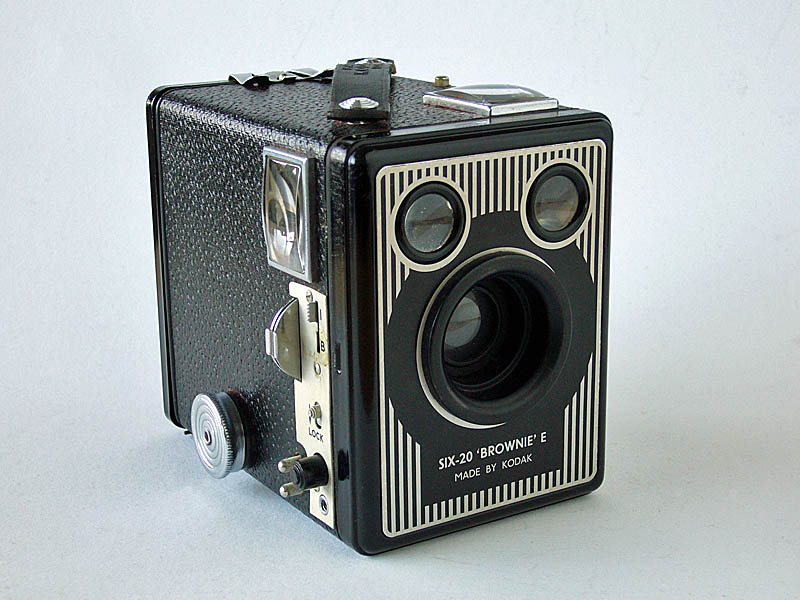
Kodak Six-20 'Brownie' E
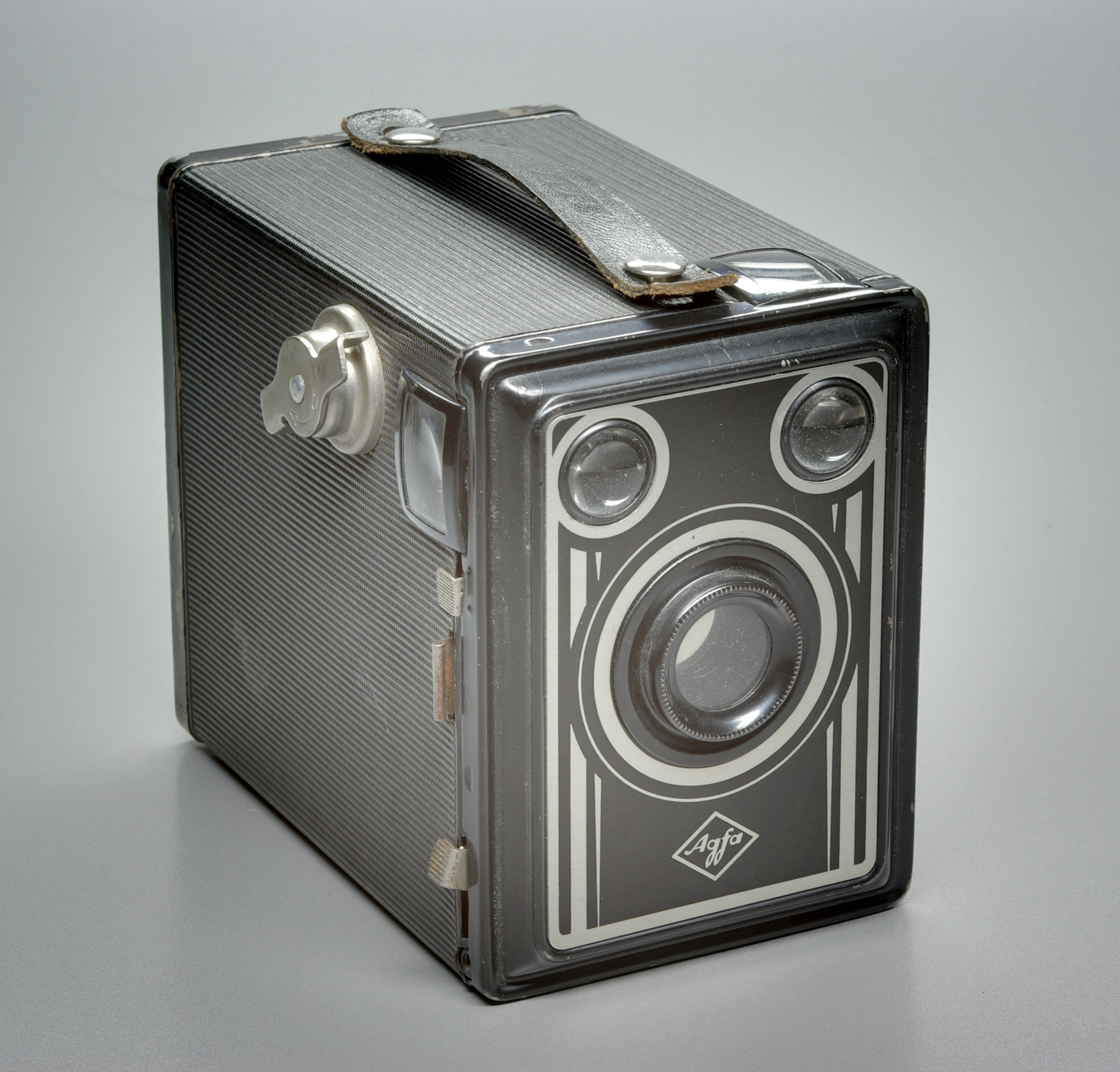
Boxcamera van Agfa
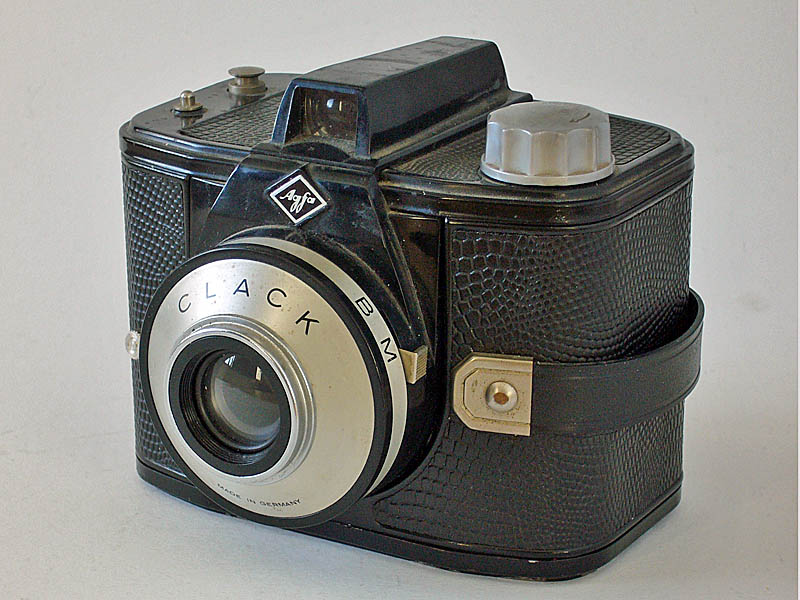
Agfa Clack (1954-1965)